# Skalenpfund
Eine Kuriosität ist das frühere Skalenpfund, eigentlich Artillerie-Skalengewicht, der russischen Artillerie. Es bezeichnete das Gewicht einer Kanonenkugel aus Gusseisen. Der Durchmesser dieser Kugel betrug 2 russische Zoll und war bei einer Temperatur von 13 ⅓ Réaumur festgelegt. Das Gewicht war
- 1 Skalenpfund =11.008,56 Doli = 0,873489 österreichische/wiener Pfund.
- 1 Skalenpfund = 489,1637 Gramm = 1,04587 preußische Pfund.

Doli bedeutet Teile und leitete sich vom Berkowetz als Schiffsmaß ab.
- 1 Berkowetz = 10 Pud (1 Pud = 16,388 Kilogramm) = 400 Pfund mit je 96 Solotnik mit je 96 Doli